# 노랑때까치
노랑때까치는 참새목 때까치과의 조류이다.

## 특징

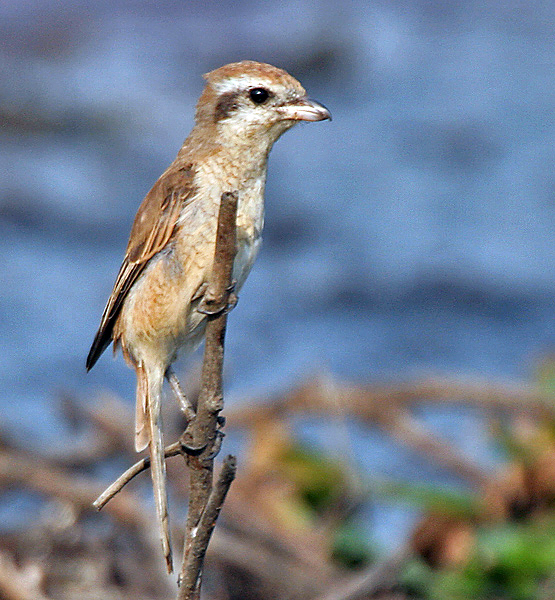
노랑때까치의 새끼

몸길이는 약 20cm이다. 수컷의 겨울깃은 이마에서 머리꼭대기까지는 잿빛이다. 뒤쪽으로 갈수록 갈색을 띠다가 등과 어깨에 이르러서는 노란색을 띤 잿빛 갈색이 된다. 부리와 눈선은 검고 눈썹선과 뺨, 턱밑, 멱은 흰색이다. 가슴, 옆구리, 배, 아래꽁지덮깃은 크림색이 도는 갈색이며 옆구리는 약간 진한 갈색을 띤다. 허리와 위꽁지덮깃은 누런 갈색을 띤다. 평지 관목 숲에 살면서 메뚜기, 매미, 잠자리, 나비 따위의 날아다니는 곤충과 작은 포유류, 조류, 양서류, 따위를 잡아먹는다.

## 아종
노랑때까치는 4개의 아종으로 나누고 있다.
- 노랑때까치 - L. c. lucionensis: 한국, 중국 북동부, 규슈에서 번식
- 홍때까치 - L. c. cristatus: 동시베리아에서 캄차카, 알타이, 몽골 북서부, 아무르에서 번식
- 넓은이마홍때까치 - L. c. confusus: 아무르, 우수리, 만주에서 번식
- 진홍때까치 - L. c. superciliosus: 사할린 남부, 홋카이도에서 혼슈까지 서식

## 참조
- Livesey, TR (1935년). “The status of the Brown Shrike Lanius c. cristatus (Linn.) in the S. S. States, Burma”. 《J. Bombay Nat. Hist. Soc.》 38 (2): 397-398.